# Harry Kümel
Harry Kümel (Antuérpia, Bélgica, 27 de Janeiro de 1940), é um cineasta belga.

## Filmografia parcial
- Europe - 99euro-films 2 (2003) (segmento "Story of a Metamorphosis")
- The Secrets of Love (1986)
- Een dag in Vlaanderen (1986)
- Draadvariaties (1980)
- Het verloren paradijs (1978)
- De komst van Joachim Stiller (1976)
- Repelsteeltje (1973)
- Les lèvres rouges (1971)
- Malpertuis (1971)
- Monsieur Hawarden (1968)
- Claudia Cardinale (1965) documentário
- Waterloo (documentário)!Waterloo (1965)
- De grafbewaker (1965)
- Hendrik Conscience (1963)
- Erasmus (1963) documentário
- Uit glas en staal (1962)
- Thamar en Amnon (1962)
- Tous les parfums de l'Arabie (1961)
- Pandora (1960)
- Aether (1960)
- Sintesis (1959)
- Perrette et le pot au lait (1958)
- Perpetuum mobile (1958)
- Het gevecht aan de grote Chinese muur (1958)
- Anna la bonne (1958)
- Het meisje met de zwavelstokjes (1956)
- Een moederhart (1954)
- Le gant (1953)